# Іссі-ле-Муліно Західний
Іссі́-ле-Муліно́ За́хідний (фр. Issy-les-Moulineaux-Ouest) — кантон у Франції, в департаменті О-де-Сен регіону Іль-де-Франс.

## Склад кантону
Кантон включає в себе 2 муніципалітети:
| Муніципалітет   | Площа | Населення, осіб | Рік  |
| --------------- | ----- | --------------- | ---- |
| Іссі-ле-Муліно* | -     | 27243           | 1999 |
| Медон**         | -     | 6877            | 1999 |

* — лише західна частина міста Іссі-ле-Муліно

** — лише північно-східна частина міста Медон
| Франція | Це незавершена стаття з географії Франції. Ви можете допомогти проєкту, виправивши або дописавши її. |